# Deutschland 86

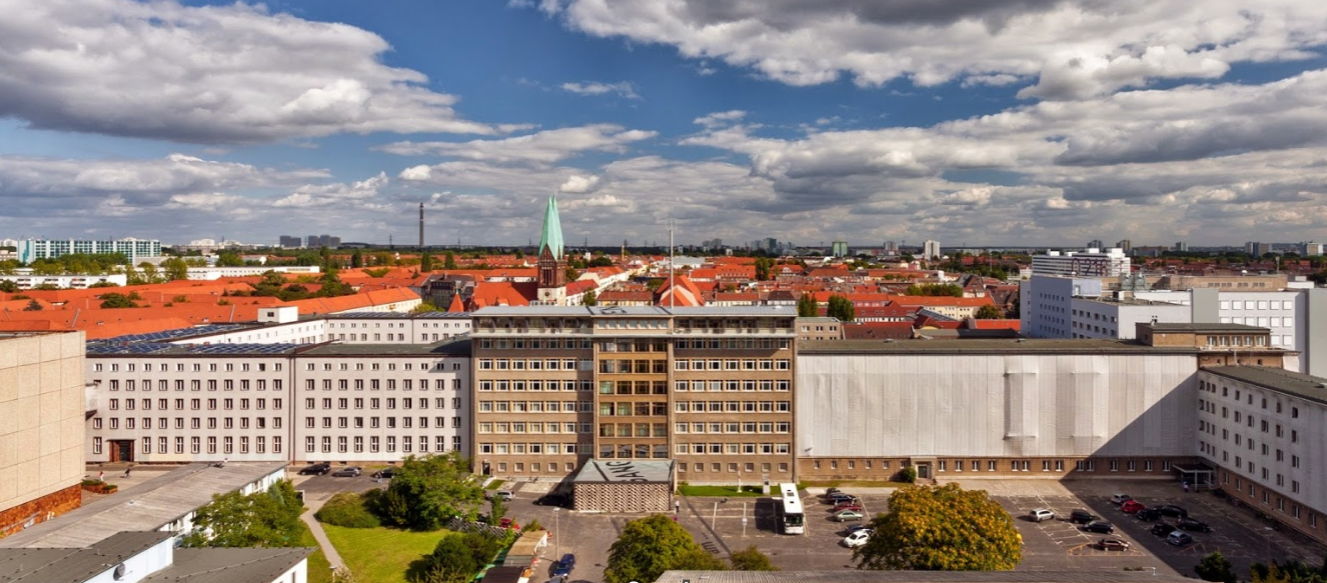
Un edificio en Alemania

Deutschland 86 es una serie alemana de una temporada de duración, compuesta por 10 episodios, estrenada originalmente el 19 de octubre de 2018. Es la secuela de Deutschland 83, continuando los hechos finalizados en esta tres años después, siguiendo nuevamente el rastro del protagonista, Martin Rauch (Jonas Nay), ahora exiliado en Angola, cuando es llamado por los servicios de inteligencia de la RDA para volver al servicio en activo.

## Reparto
- Jonas Nay como Martin Rauch y Moritz Stamm, un guarda fronterizo de la República Democrática Alemana, reclutado en 1983 por la HVA, el departamento de inteligencia exterior de la Stasi, ahora exiliado en África.
- Maria Schrader como Lenora, la tía de Martin, que trabaja en la HVA.
- Sylvester Groth como  Walter Schweppenstette, el jefe de Lenora en la HVA.
- Sonja Gerhardt como Annett Schneider, novia de Martin que vive en Kleinmachnow (RDA).
- Ludwig Trepte como Alex Edel, compañero de servicio de Martin durante su tiempo de infiltración.
- Alexander Beyer como Tobias Tischbier, agente de la HVA que trabaja como profesor de la Universidad de Bonn de tapadera. Es el enlace en Alemania Occidental de Martin.
- Chris Veres[1] como Tim, un soldado americano homosexual que trabaja con Alex Edel.
- Anke Engelke[2]
- Fritzi Haberlandt[2]
- Lavinia Wilson[2]
- Florence Kasumba[2]
- Emilia Pieske
- Helena Pieske
- Philipp Hochmair

## Producción
La serie comenzó a emitirse en Alemania a través del canal de pago Amazon Prime Video el 19 de octubre de 2018, así como en España, a través del canal Movistar Series el mismo día. En Australia comenzó a emitirse el 22 de octubre a través del canal Stan. Para el 25 de octubre, se programó su estreno al público estadounidense a través del canal Sundance TV, y en Reino Unido en enero de 2019 a través de Channel 4.
En agosto de 2017 el rodaje comenzó en Ciudad del Cabo (Sudáfrica), con la mayoría del elenco original de Deutschland 83 así como cinco nuevos actores confirmados que se unían al plantel, concluyendo allí rodaje en octubre de ese año antes de regresar a Berlín. El 18 de diciembre de 2017, tanto el protagonista Jonas Nay como la cocreadora Anna Winger confirmaron a través de sus cuentas en Twitter que el rodaje había concluido.

## Episodios
| Número | Título            | Director(es)   | Guionista(s)                  | Fecha de estreno Amazon | Fecha de estreno EE. UU. |
| ------ | ----------------- | -------------- | ----------------------------- | ----------------------- | ------------------------ |
| 1      | «Tar Baby»        | Florian Cossen | Anna Winger                   | 19 de octubre de 2018   | 25 de octubre de 2018    |
| 2      | «Ommegang»        | Florian Cossen | Joy C. Mitchell y Anna Winger | 19 de octubre de 2018   | 26 de octubre de 2018    |
| 3      | «Dragón Rojo»     | Florian Cossen | Ulf Tschauder y Anna Winger   | 19 de octubre de 2018   | 1 de noviembre de 2018   |
| 4      | «Le Cafard»       | Florian Cossen | Will Bentley y Anna Winger    | 19 de octubre de 2018   | 2 de noviembre de 2018   |
| 5      | «Libro Verde»     | Florian Cossen | Steve Bailie y Anna Winger    | 19 de octubre de 2018   | 8 de noviembre de 2018   |
| 6      | «Tjello»          | Arne Feldhusen | Will Bentley y Anna Winger    | 19 de octubre de 2018   | 9 de noviembre de 2018   |
| 7      | «El Dorado Cañón» | Arne Feldhusen | Joy C. Mitchell y Anna Winger | 19 de octubre de 2018   | 15 de noviembre de 2018  |
| 8      | «Vula»            | Arne Feldhusen | Ulf Tschauder y Anna Winger   | 19 de octubre de 2018   | 16 de noviembre de 2018  |
| 9      | «Chickenfeed»     | Arne Feldhusen | Steve Bailie y Anna Winger    | 19 de octubre de 2018   | 16 de noviembre de 2018  |
| 10     | «Total Onslaught» | Arne Feldhusen | Anna Winger                   | 19 de octubre de 2018   | 17 de noviembre de 2018  |